# シロヤマゼンマイ
シロヤマゼンマイ（Osmunda banksiifolia）は単羽状複葉の葉を持つゼンマイ科のシダ類。1つの葉の中程の羽片だけが胞子嚢をつける。熱帯系の種である。

## 特徴
常緑性のシダ植物で、やや大型の種。根茎は斜めに立ち、あるいは直立する。葉柄は硬くて丈夫で、針金状をしており、葉の表とともに光沢がある。葉は単羽状複葉で、長さは1-1.8m、葉身は革質。葉身中央よりやや下に位置する数対の羽片だけが胞子嚢をつける、部分的2形を示す。通常の羽片は線形で長さ15-35cm、幅1-2cm。主軸とは40-50°の角度を持って出て、縁は厚みがあって大きな鋸歯がある。基部は主軸と関節を持ち、特に下方の羽片は短い柄がある。側脈は羽状になり、株の脈では二叉分枝が見られる。胞子嚢をつける羽片は縮んだようになって、幅は2-4mmととても狭く、長さも普通の羽片の半分程度しかない。胞子が散布されると、胞子嚢の付く羽片は農褐色になって、脱落し、通常の羽片のみが長く残る。なお、胞子嚢の付く羽片を持つ葉は、年間に数回出る。
なお、羽片の基部に関節があるため、この植物は葉が枯れる時は多くの羽片がバラバラに散り、乾燥標本にすると羽片が脱落しやすい。
和名は鹿児島市の城山にちなみ、この地で最初に発見されたことによる。

## 分布と生育環境
本種では静岡県と和歌山県、四国南部、九州中南部から琉球列島に分布し、国外ではアジアの熱帯、亜熱帯域に広く分布する。
鹿児島県以南では珍しくない。
湿った崖に生え、川沿いなどに多い。

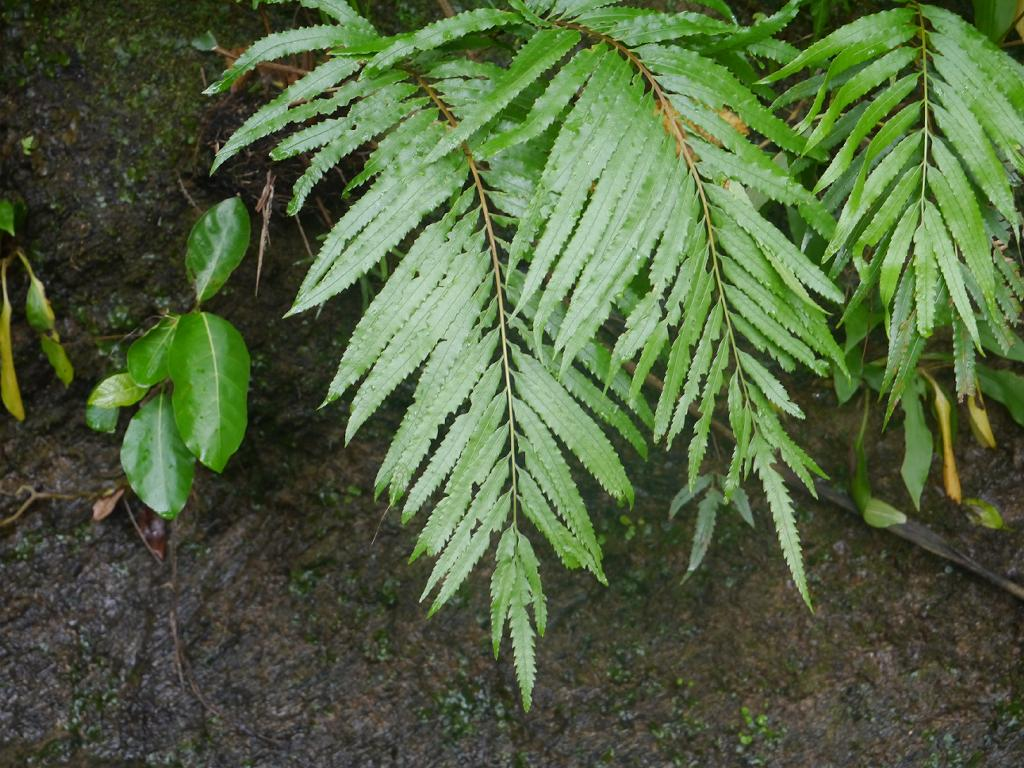
葉身の様子
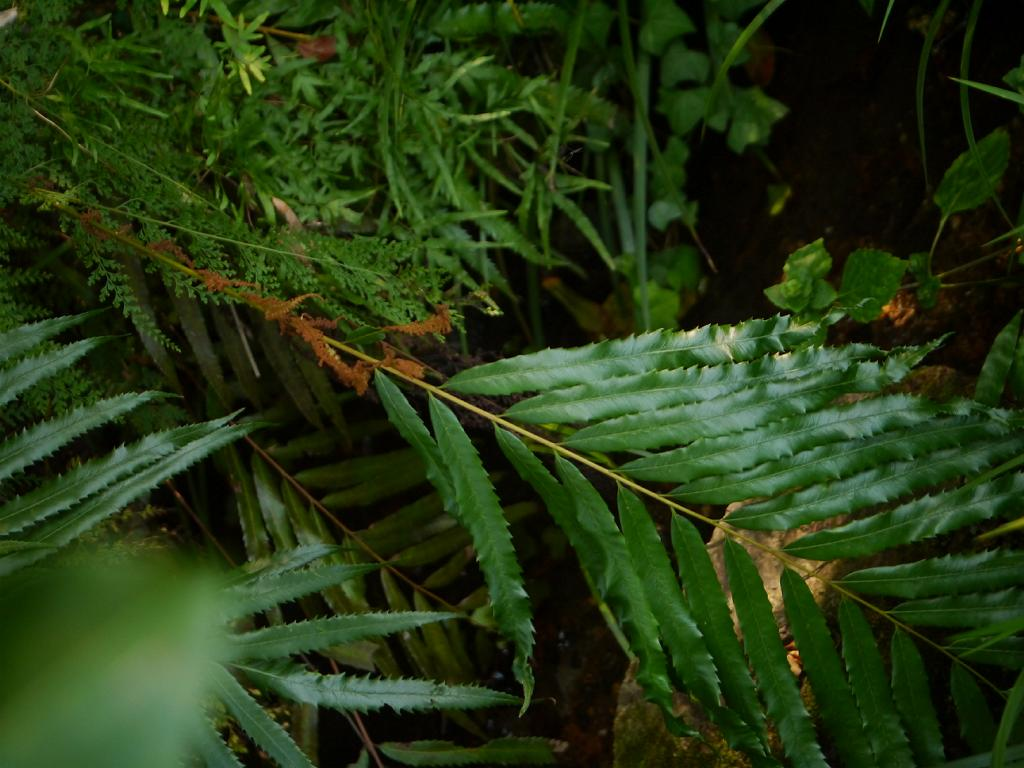
胞子嚢の付く羽片
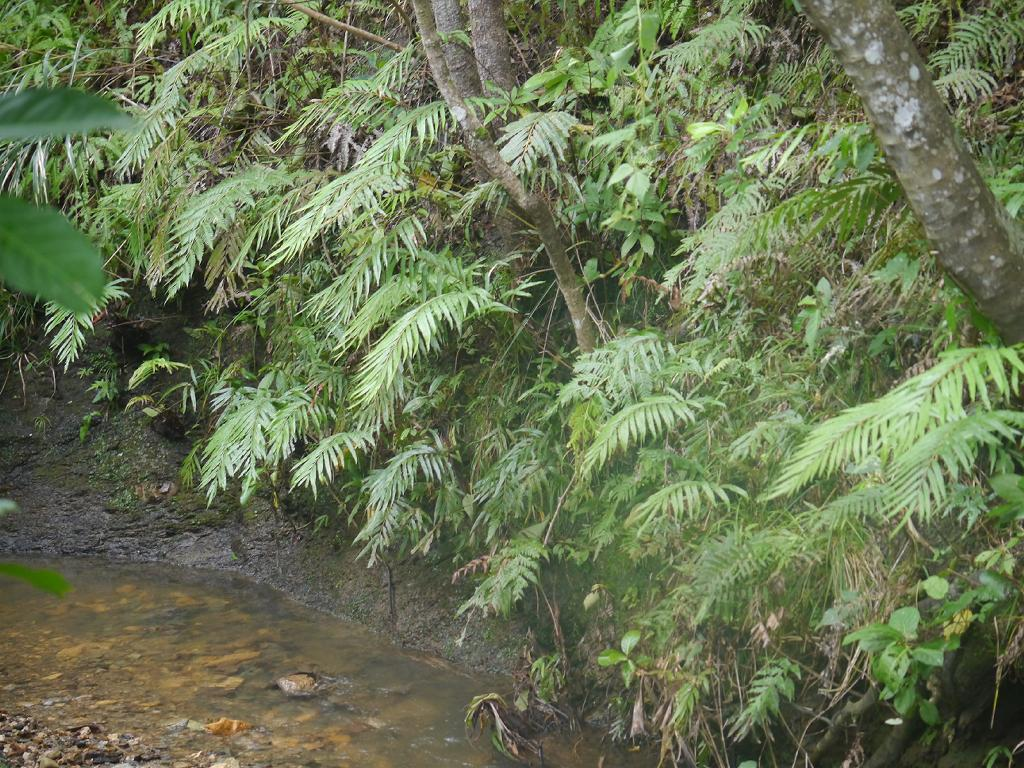
渓流沿いの群落（沖縄本島北部）

## 分類など
ゼンマイ属の中で、本種は常緑であり、葉が一回羽状で革質である点、また羽片の基部に関節がある点などが独特で、細分属としてシロヤマゼンマイ亜属 Subgen. Plenasium とする。あるいはこれを独立属として Plenasium banksiifolia とする説もある。これに属するものは日本では本種だけであるが、以下のような種が東アジアから東南アジアに分布している。
- O. javanica：羽片がほぼ全縁で、中国南部から東南アジアに分布。
- O. vachelii　バケリー：胞子嚢をつける羽片が最下の数対で、中国南部からインドシナに分布。
- O. angustifolia：渓流植物で、羽片の幅がごく狭く、海南島、香港、広州、タイに分布。

## 保護の状況
環境省のレッドデータでは特に取り上げていない。県ごとの指定では北限区域で指定されている。上述のように以南の地域では普通種であることを反映していると思われる。